# Portage megye (Wisconsin)
Portage megye az Amerikai Egyesült Államokban, azon belül Wisconsin államban található. Megyeszékhelye és legnagyobb városa Stevens Point. Lakosainak száma 70 377 fő (2020. április 1.). Portage megye Marathon, Shawano, Waupaca, Waushara, Adams és Wood megyékkel határos.

## Népesség
A megye népességének változása:
| Lakosok száma | 69 970 | 70 144 | 70 308 | 70 380 | 70 408 | 70 377 |
|               | 2010   | 2011   | 2012   | 2013   | 2015   | 2020   |